# Baruunturuun
Baruunturuun (mongolo: Баруунтуруун сум, "valle rossa") è un sum della provincia dell'Uvs in Mongolia.
Si trova a 26 km a sud-ovest dal lago Uvs Nuur e alle pendici dei monti Harhiraa (Хархираа Уулс), 120 km a sud del confine con la Russia e 1300 km dalla capitale Ulan Bator.
La città aveva 26.319 abitanti, al censimento del 2008.

## Amministrazione
È un centro di produzione di grano della provincia, e si trova sulle sponde del fiume Turuun. È anche una delle zone più popolose.
È presente, sul territorio, l'Aeroporto di Baruunturuun, dove, fino al 2005 la MIAT Mongolian Airlines aveva un volo diretto da Ulan Bator.

## Distretti
- Il distretto di Baruunturuun è uno dei diciannove distretti (sum) in cui è suddivisa la provincia dell'Uvs, in Mongolia. Conta una popolazione di 2.449 abitanti (censimento 2014)[1].